# Wiktor Alexandrowitsch Kogan

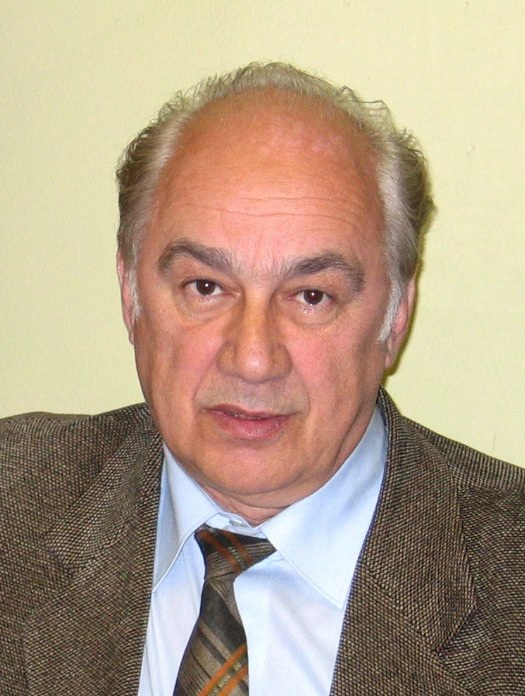
Wiktor Alexandrowitsch Kogan (2005)

Wiktor Alexandrowitsch Kogan (russisch Виктор Александрович Коган; * 9. August 1936 in Rostow am Don, Sowjetunion; † 21. Oktober 2014 ebenda) war ein russisch-sowjetischer Chemiker, Doktor der chemischen Wissenschaften, Professor.

## Biografie
Wiktor Alexandrowitsch Kogan wurde am 9. August 1936 geboren. 1959 schloss er sein Studium an der chemischen Fakultät der Staatlichen Rostower Universität ab (SRU; heute Südliche Föderale Universität). Seit 1962 arbeitete er bei der SRU; seit 1978 war er Professor, von 1983 bis 2014 war er Leiter der Abteilung für Physikalische und Kolloidchemie der SRU.
Seine wichtigsten wissenschaftlichen Arbeiten befassen sich mit der Chemie des Koordinationskomplexes von Übergangsmetallen mit polyfunktionellen organischen Liganden, der Magnetochemie von zwei- und mehrkernigen Austauschclustern – Komplexen von Übergangsmetallen mit Hydrazonen und Schiffschen Basen.
Wiktor Kogan war Autor von 4 Monographien und mehr als 600 Papieren und 40 Erfindungszertifikaten. Er war Mitglied der Redaktion des Russian Journal of Coordination Chemistry.
Er war Preisträger des Staatspreises der UdSSR (1989), Preisträger des Lew Tschugajew-preises (Russischen Akademie der Wissenschaften; 2003), und verdienter Wissenschaftler der RSFSR.
Er starb am 21. Oktober 2014 in Rostow am Don im Alter von 78 Jahren.